# Símun av Skarði

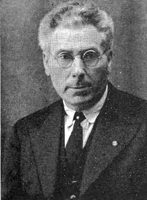
Símun av Skarði

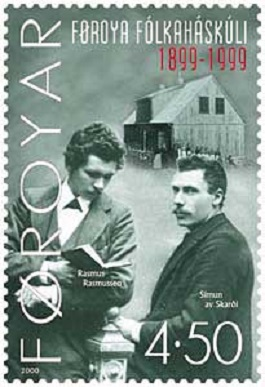
Rasmus Rasmussen en Símun av Skarði op een Faeröerse postzegel, in 2002 uitgegeven ter gelegenheid van het 100-jarig bestaan van de Faeröerse Volkshogeschool

Símun av Skarði [ˈsʊimʊn ɛaf ˈskɛaɹɪ] (Skarð, 3 mei 1872 - Tórshavn, 9 oktober 1942) was een Faeröerse leraar, dichter en politicus. Hij was een van de oprichters van de Føroya Fólkaháskúli ("Faeröerse Volkshogeschool") en geldt als een van de voortrekkers van onderwijs in het Faeröers. Tevens was hij de schrijver van Tú alfagra land mítt, het Faeröerse volkslied.

## Biografie
Símun av Skarði - zijn achternaam betekent: "uit Skarð" - werd geboren als zoon van Johannes Johannessen en de uit Viðareiði afkomstige Elsa Matras. Tot 1896 had hij in Tórshavn les aan de Føroya Læraraskúla, de Faeröerse pedagogische academie. Daarna studeerde hij in Denemarken, waar hij de eveneens van de Faeröer afkomstige Rasmus Rasmussen (1871-1962) leerde kennen. Samen vatten ze het plan op om naar het voorbeeld van de Deense theoloog en dichter N.F.S. Grundtvig (1783-1872) ook op de Faeröer een volkshogeschool op te richten. Direct na hun terugkeer op de eilandengroep in 1899 openden ze ten westen van Klaksvík de Føroya Fólkaháskúli. Hier werd voor het eerst Faeröers onderwezen en ook alle andere lessen vonden in die taal plaats. Dit betekende een belangrijke de facto-bijdrage aan de beslechting van de Faeröerse taalstrijd (1908-1938), een conflict over de emancipatie van het Faeröers ten opzichte van de toenmalige bestuurstaal Deens.
In 1901 trouwde Símun av Skarði met Sanna Jacobsen, die hij uit zijn studietijd in Tórshavn kende en met wie hij al vijf jaar daarvoor was verloofd. In 1908 kwam hun dochter Sigrið av Skarði Joensen ter wereld. Een jaar later vertrok het gezin met de volkshogeschool naar de hoofdstad, waar in 1911 hun zoon Jóhannes av Skarði werd geboren. Beide kinderen zouden later een rol spelen in het Faeröerse publieke leven.
Van 1906 tot 1914 was Símun av Skarði voor de Sjálvstýrisflokkurin ("Zelfstandigheidspartij") lid van het Løgting, het Faeröerse parlement. Tot aan zijn dood in 1942 bleef hij directeur van de volkshogeschool.

## Werk
- 1906: Tú alfagra land mítt ("O jij, mijn mooie land") (het Faeröerse volkslied)
- 1913: Jólasálmar og morgun- og kvøldsálmar ("Kerst-, morgen- en avondliederen") (met Jákup Dahl)
- 1960: Vár: sjónleikur í fimm pørtum ("Lente: schouwspel in vijf delen")
- 1998-2004: Streingir, ið tóna (Verzameld werk, zeven delen)